# Marchesato di Malpica
Il Marchesato di Malpica è un titolo nobiliare istituito dal re di Spagna Filippo III il 2 aprile 1599 con riferimento alla città di Malpica de Tajo, a favore di Pedro Barroso de Ribera y Figueroa, signore di Malpica. 

## Elenco dei marchesi di Malpica
|      | Titolare                                                          | Periodo               |
| ---- | ----------------------------------------------------------------- | --------------------- |
| I    | Pedro Barroso de Ribera y Figueroa                                | 1599-1608             |
| II   | Francisco de Ribera Barroso                                       | 1608-1619             |
| III  | Baltasar Barroso de Ribera                                        | 1619-1669             |
| IV   | Antonio Gaspar Pimentel Barroso de Ribera                         | 1669-1699             |
| V    | José Francisco Pimentel y Zualart                                 | 1699-?                |
| VI   | Joaquín María Pimentel y Álvarez de Toledo                        | ?-1792                |
| VII  | María Petronila de Alcántara Pimentel Cernesio y Guzmán           | 1792-1802             |
| VIII | Manuel Antonio Fernández de Córdoba y Pimentel                    | 1802-1805             |
| IX   | Joaquín Fernández de Córdova y Pacheco Téllez-Girón               | 1805-1871             |
| X    | Fernando Fernández de Córdoba y Álvarez de las Asturias-Bohorques | 1872-1891             |
| XI   | Joaquín Fernando Fernández de Córdoba y Osma                      | 1891-1957             |
| XII  | Gonzalo Fernández de Córdoba y Larios                             | 1959-2013             |
| XIII | Joaquín Fernández de Córdoba y Hohenlohe-Langenburg               | 2013-attuale titolare |

## Storia dei marchesi di Malpica

### Signori di Malpica
- Payo de Ribera, signore di Malpica, Maresciallo di Castilla. Fu sua figlia Aldonza de Ribera che sposó Pedro Gómez Barroso, signore di Parla e reggente di Toledo.
- Payo Barroso de Ribera, signore di Malpica, signore di Parla, Maresciallo di Castilla.[1]
- Francisco Barroso de Ribera, signore di Malpica, signore di Parla, Maresciallo di Castilla

A partire dal 1599 la famiglia Ribera Barroso ricevette da Filippo III il titolo di marchese di Malpica.

### Marchesi di Malpica

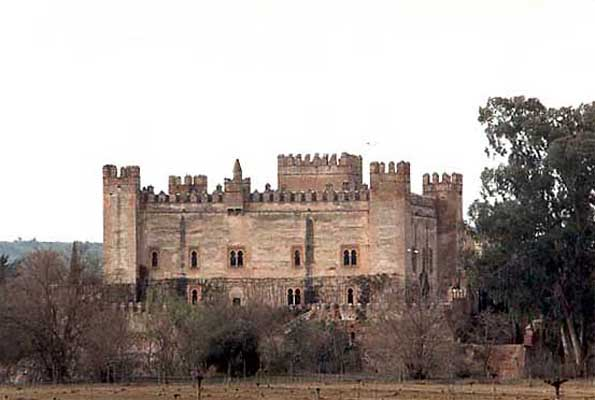
Il castello dei marchesi di Malpica

- Pedro Barroso de Ribera y Figueroa, marchese di Malpica, signore di Malpica, Valdipusa, Parla e San Martín, Maresciallo di Castilla, Cavaliere di Santiago.

1. Sposó Catalina de Ribera. Gli successe il figlio:[2]

- Francisco de Ribera Barroso (f. en 1619), marchese di Malpica.

1. Sposò Juana Enríquez de Ribera y Córdoba. Gli successe il figlio:

- Baltasar Barroso de Ribera Enríquez, marchese di Malpica, conte di Navalmoral.

1. Sposò Ana Apolonia Manrique de Luna V Contessa di Morata de Jalón. Fu sua sorella:
Catalina de Ribera y Enríquez. Fu sua figlia:
Juana Francisca Dávila, marchesa di Povar. Fu sua figlia:
Francisca de Zúñiga y Dávila, marchesa di Mirabel, marchesa di Povar. Fu suo figlio:

- Antonio Gaspar Pimentel Barroso de Ribera (f, ne l 1699), marchese di Malpica, conte de Navalmoral.

1. Sposò María Josefa Gonzaga y Manrique de Lara. Gli successe, dal fratello Sebastián Pimentel y Zúñiga, il figlio di questo, pertanto suo nipote:

- José Francisco Pimentel y Zualart, marchese di Malpica, marchese di Povar, conte di Navalmoral. Gli successe suo figlio:
- Joaquín María Pimentel y Álvarez de Toledo († 1792), marchese di Malpica, marchese di Mancera, duca di Medina de Rioseco, marchese di Montalbo, marchese di Belvís, marchese di Povar, marchese di Mirabel, conte di Berantevilla.

1. Sposò María Cernesio, figlia di José Manuel Cernesio y Perellós, conte de Parcent. Le successe sua figlia:

- María Petronila de Alcántara Pimentel Cernesio y Guzmán (1746-1802), marchesa di Malpica, marchesa di Mancera, marchesa di Povar, marchesa di Montalbo.

1. Sposò Pedro de Alcántara Fernández de Córdoba Figueroa de la Cerda, duca di Medinaceli, duca di Camiña, duca di Feria, duca di Alcalá de los Gazules, duca di Segorbe, duca di Cardona, ecc. Gli successe suo figlio:

- Manuel Antonio Fernández de Córdova y Pimentel (1764-1805), marchese di Malpica, marchese di Mancera, marchese di Povar, conte di Gondomar.

1. Sposò María del Carmen Pacheco Téllez-Girón, duchessa di Arión. Gli successe suo figlio:

- Joaquín Fernández de Córdova y Pacheco Téllez-Girón (1787-1871), marchese di Malpica, conte di Gondomar, marchese di Mancera, duca di Arión, marchese di Povar.

1. Sposò María de la Encarnación Bohorques y Chacón, figlia di Nicolás Álvarez de las Asturias Bohorques, marchese di Trujillos, duca di Gor. Fu su figlio:

- Alfonso Fernández de Córdova y Álvarez de las Asturias Bohorques (1823-1903), marchese di Mancera. Celibe. Senza discendenti. Gli successe suo nipote:
- Fernando Fernández de Córdova y Álvarez de las Asturias-Bohorques (1845-1891), marchese di Malpica, duca di Arión. Gli successe suo figlio:
- Joaquín Fernando Fernández de Córdova y Osma (1870-1957), marchese di Malpica, marchese di Mancera, duca di Arión, duca di Cánovas del Castillo, marchese di la Puente, marchese di la Puente y Sotomayor, marchese di Povar, marchese di Cubas, marchese di Griñón, marchese di Valero, conte di Berantevilla, conte di Santa Isabel, marchese di Alboloduy.

1. Sposò María de la Luz Mariátegui y Pérez de Barradas, marchesa di Bay. Gli successe suo nipote:

- Gonzalo Fernández de Córdoba y Larios (1934-2013), marchese di Malpica, marchese di Mancera, duca di Arión, duca di Cánovas del Castillo, marchese di Povar, marchese di Valero, marchese di Alboloduy, marchese di Bay.

1. Sposò S.A.S. la principessa Beatriz de Hohenlohe-Langenburg e Iturbe.
2. Sposò María de los Reyes Mitjans y Verea, marchesa di Ardales.

- Joaquín Fernández de Córdova y Hohenlohe-Langenburg (Malaga, 14 settembre 1961), marchese di Malpica, duca di Arión, marchese di Povar, conte di Berantevilla.

1. Sposò Diana Langes Swarovski. Figli: Joaquín e Maria.